# 帕卡德

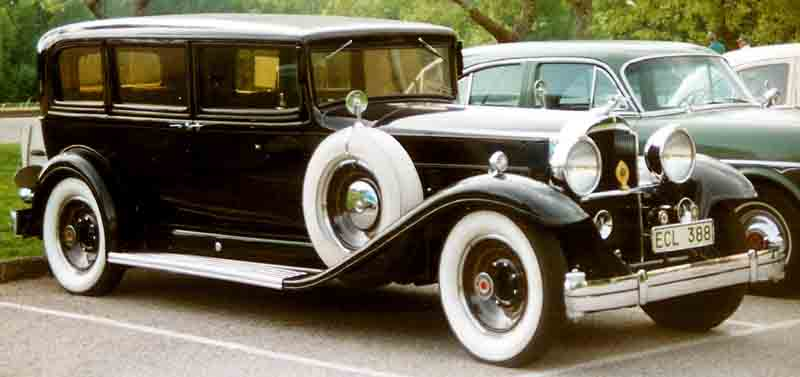
该公司1932年所产的汽车

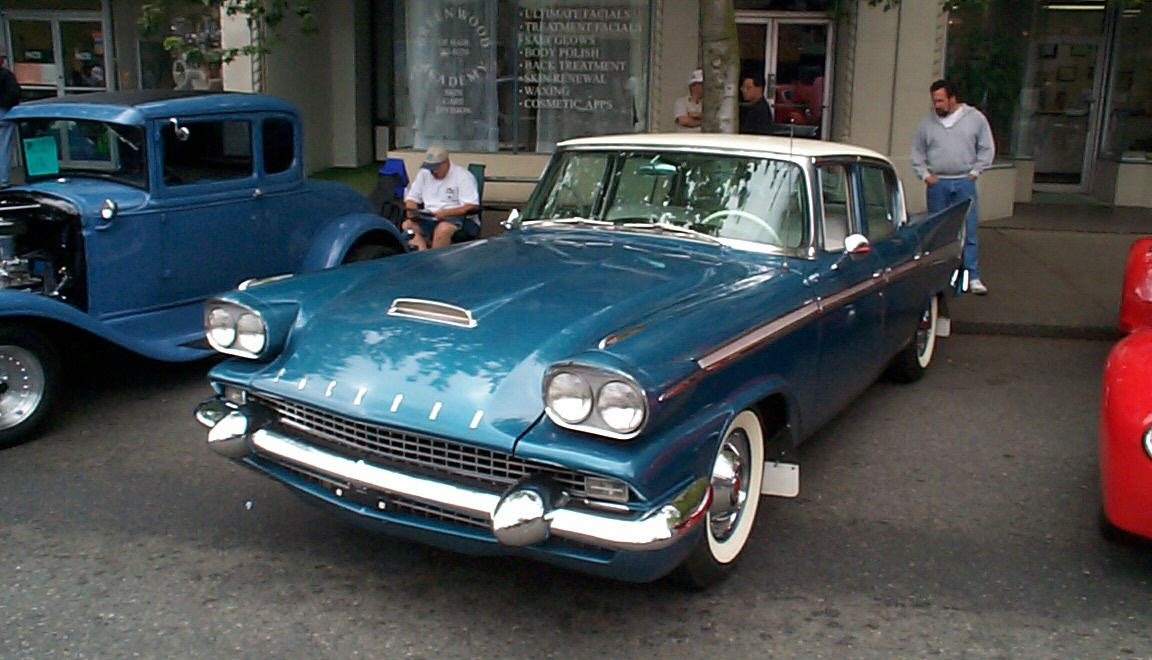
1958的帕卡德

帕卡德（Packard；原为Packard Motor Car Company）是美國曾經的一家豪華汽車生產商，於1899年成立在有著「汽車城」之稱的密歇根州底特律市。 第一輛帕卡德汽車於1899年生產，最後一輛帕卡德汽車於1958年在印第安納州南本德生產。

## 簡介
1930年代，帕卡德已經是當時美國家喻戶曉的豪華汽車品牌，旗下車型也銷往全球60多個國家。到1928年，其營業額也突破了2,000萬美元。但隨著全球經濟陷入蕭條，帕卡德的營業額很隨之下滑，為了改變這一局面，帕卡德嘗試推出了第一款售價低於1000美元的Parkard 120車型。這款車型推出後大受消費者的歡迎，讓帕卡德在1935年的銷量大漲，保障了公司的經濟狀況令其平安度過了經濟蕭條期。
1925年，美國首先出現了利用汽車冷卻水通過加熱來取暖的方法，到了1927年發展到具有加熱器、風機和空氣濾清器等比較完整的供熱系統，直到1939年，帕卡德生產出世界上第一輛配備車載空調系統的汽車，從那之後，各大汽車公司亦相繼為汽車裝載了車載空調。
隨著第二次世界大戰爆發，帕卡德像其他汽車品牌一樣成為戰時兵工廠，為海軍排雷艇提供引擎、為P-51B/C戰鬥機生產授權的梅林引擎 。到第二次世界大戰結束時，帕卡德的財務狀況良好，資產約為 3300 萬美元，但隨著時間的推移，一些經營決策上的錯誤變得越來越明顯。與其他美國汽車公司一樣，帕卡德於 1945 年末恢復了民用汽車生產。
二戰後，汽車製造技術有了很大的進步發展，但帕卡德並沒有推出新的車型爭奪市場，失去了市場先機。生產的車型和自家高端豪華車型外觀上也沒有太大的區別，這直接導致了高端客戶的流失。隨後由於決策上的失誤，帕卡德進入了計程車市場，這進一步降低了品牌的形象。
由於一系列的決策失誤，讓帕卡德放棄了和美國通用凱迪拉克爭奪高端豪華汽車市場。而中階市場，則是由當時的凱迪拉克、福特和克萊斯勒所佔據。低端車市場雖然表現尚可，但無法彌補帕卡德在高階和中階汽車市場的損失。
1953年，帕卡德與斯圖貝克合併，此次合併原本是暫時的策略，希望藉此增強自身競爭力並計劃最終與美國汽車公司(AMC) 合併，但公司高層之間的分歧阻礙了與 AMC 的合併。由於卡帕德後期生產的車型品質一直持續下降，導致了帕卡德旗下車型全部停產，最終於1959年正式倒閉。1995年其名稱被人買下，用於生產限量的大型豪華車。
傳聞在斯大林去世後部分車型模具被賣批准給蘇聯並生產ZIS-110型豪華轎車供給高官使用。

## 外部連結
- The Packard Club （页面存档备份，存于）
- National Packard Museum （页面存档备份，存于）